# Rwanda i olympiska sommarspelen 1988
Rwanda deltog i de olympiska sommarspelen 1988 med en trupp bestående av sex friidrottare, men ingen av landets deltagare erövrade någon medalj.

## Friidrott
Herrarnas 800 meter
- Eulucane Ndagijimana

Herrarnas 1 500 meter
- Eulucane Ndagijimana

Herrarnas 5 000 meter
- Mathias Ntawulikura

Herrarnas maraton
- Telesphore Dusabe – 2:42,52 (→ 78:e plats)

Damernas 1 500 meter
- Daphrose Nyiramutuzo

Damernas 3 000 meter
- Daphrose Nyiramutuzo

Damernas maraton
- Marcianne Mukamurenzi – 2:40,12 (→ 38:e plats)
- Apollinarie Nyinawabera – 2:49,18 (→ 50:e plats)